# The Highway of Hope
The Highway of Hope est un film muet américain réalisé par Howard Estabrook et sorti en 1917.

## Synopsis
Un jeune homme qui est parti vivre dans l'Ouest pour refaire sa vie va devoir se battre pour protéger sa nouvelle épouse...

## Fiche technique
- Réalisation : Howard Estabrook
- Scénario : Harvey Gates, d'après une histoire de Willard Mack
- Chef-opérateur : James Van Trees
- Production : Oliver Morosco
- Date de sortie : États-Unis : 17 mai 1917

## Distribution
- House Peters : Steve King
- Kathlyn Williams : Lonely Lou
- Jim Farley : Missouri Joe
- Harry De Vere : Philip Garst